# タイラー・ハンズブロー
アンドリュー・タイラー・ハンズブロー (Andrew Tyler Hansbrough 1985年11月3日 - )は、アメリカ合衆国ミズーリ州出身のプロバスケットボール選手。ポジションはパワーフォワード。

## 来歴
19歳でノースカロライナ大学に進学し、ターヒールズで4年間プレーし、平均20ポイントを記録。3年生時には平均22.3ポイントを記録するなど、同大学のスター選手として活躍し、2009年には、タイ・ローソン、タイラー・ゼラー、ウェイン・エリントン、ダニー・グリーン、エド・デイビスらと共に、NCAAトーナメントを制し、全米制覇を成し遂げた。

そしてハンズブローは、2009年のNBAドラフトで13位でインディアナ・ペイサーズから指名を受けた。2年目の2010-11シーズン後半から頭角を現し、22試合に先発で起用された。
しかし、ペイサーズは2011年オフにデビッド・ウェストと契約し、ハンズブローは引き続きベンチスタートを強いられた。

2013年7月2日、ペイサーズはウェストとの再契約を優先するために、ルーキー契約を終えたハンズブローにクオリファイング・オファーを提示しないことを決定。ハンズブローは7月15日にトロント・ラプターズと2年契約を結んだ。

2015年7月21日、シャーロット・ホーネッツと契約した。
2016年夏以降、NBAとのチームと契約することが出来なかったハンズプローは、2017年に入りDリーグからNBA復帰を目指すことを表明し、3月1日にフォートウェイン・マッドアンツと契約した。
2018年から3年間、中国リーグでプレーした。
2021年2月、選手生活に区切りを付け、大学バスケットボールの解説者として再出発することが報じられた。

## プレースタイル
"サイコT"の異名が示す通り、リバウンドやディフェンスで体を張るプレースタイルで、オフェンスリバウンドを取る術にも長けており、味方にセカンドチャンスを生み出す。一方オフェンスの方は、NBA入りして以降二桁ポイントを記録したのは2010-11シーズンのみで、ファウルトラブルに陥る傾向が多い為に出場時間が限定されることもあり、攻撃面で重宝されることは少なく、大学時代は30%台の確率を誇っていた3ポイントシュートも、NBA入りしてからは2014-15シーズンになってからようやく決まるなど、大学時代の得点力は影を潜め、すっかりロールプレーヤーに落ち着いた感がある。

## その他
弟のベンもバスケットボール選手で、兄とは違い191cmのポイントガードである。ベンはノートルダム大学卒業後、ユーロリーグを主戦場としているが、2012-13シーズンはインディアナ・ペイサーズで兄と一緒にプレーした。